# 古爪哇穿山甲
古爪哇穿山甲是一種已滅絕的穿山甲，生存於亞洲。
1926年，E·杜波依斯於爪哇發現了古爪哇穿山甲的化石。在這之後，洛德·麥德威於馬來西亞的尼亞洞也發現了古爪哇穿山甲的化石。1960年，德克·阿爾伯特·胡耶認為這些化石屬於已滅絕的穿山甲物種。根據放射性碳定年法，發現於尼亞洞的古爪哇穿山甲化石樣本年代約為42,000–47,000年前。
古爪哇穿山甲是目前少數發現有完整化石的穿山甲物種，推測是因為牠們具有厚重的鱗片避免牠們的遺骸遭到食腐動物或掠食者破壞。古爪哇穿山甲的體長估計可達2.5米（8.2英尺）。